# Chorthippus wuyuerhensis
Chorthippus wuyuerhensis är en insektsart som beskrevs av Zheng, Z., Xiao-jing Zhang, H.M. Sun, Xin Li och Shu. Chorthippus wuyuerhensis ingår i släktet Chorthippus och familjen gräshoppor. Inga underarter finns listade i Catalogue of Life.